# Hŏch’ŏn-gang
Der Hŏch’ŏn-gang ist ein Fluss in Nordkorea. Er entspringt in der Provinz Ryanggang-do, ist 216 km lang und fließt in den Yalu.